# Carlos Watson
Carlos Enrique Watson Simes (Limón, 22 de noviembre de 1951), conocido deportivamente como Carlos Watson, es un exfutbolista y entrenador costarricense.

## Trayectoria
Carlos Watson inició como futbolista en equipos de la ciudad de Limón. En categorías inferiores se mencionan el conjunto de Cieneguita y el Colegio Nocturno de Limón. Profesionalmente jugó en el Herediano, donde ganó campeonatos de liga costarricense. Finalizó su etapa en Yuba Paniagua.
La carrera de entrenador para Watson es mucho más notable que la de futbolista, ya que ha dirigido en los tres equipos costarricenses con la mayor cantidad de títulos: el Club Sport Herediano, la Liga Deportiva Alajuelense y el Deportivo Saprissa. En el conjunto tibaseño ganó la Copa de Campeones de la Concacaf en 1993 y los campeonatos de Invierno 2015 y 2016.
Watson es más conocido como un formador de ligas menores. Durante la década de 1990, en su periodo con el equipo saprissista, Carlos se encargó como el gerente general, y descubrió una excelente generación de futbolistas que participaron en la Primera División costarricense. Se encargó también de la Selección Sub-20 de Costa Rica, donde fue el entrenador en dos mundiales de categoría juvenil. El primero de ellos fue en Nigeria 1999 y el segundo en Argentina 2001. En las nóminas para esas competencias se destacaron futbolistas como Gilberto Martínez, Winston Parks, José Luis López, Pablo Brenes, Michael Umaña, Carlos Hernández, entre otros, quienes formaron parte de encuentros internacionales.
En 2007, Carlos asumió un puesto en administrativo del Herediano, por lo que se alejó de los banquillos. En septiembre de 2012, reemplazó a Randall Chacón, para ocupar el cargo de entrenador del Uruguay de Coronado. En noviembre de 2014 fue rescindido por malos resultados. El 26 de octubre de 2015, la dirigencia del Deportivo Saprissa contactó a Watson para hacer frente al club, tanto de manera interina como estratega y formador de nuevos talentos, propuestas que aceptó. Tras la consecución del título de Invierno, Carlos fue nombrado, el 15 de abril de 2016, como el director técnico absoluto. El 17 de diciembre de 2017 renunció de su puesto por motivos personales de salud.

## Clubes

### Como entrenador
| Club                           | País       | Año         |
| ------------------------------ | ---------- | ----------- |
| L.D. Alajuelense               | Costa Rica | 1983-1984   |
| A.D. Municipal Palmares        | Costa Rica | 1989        |
| Selección Sub-21 de Costa Rica | Costa Rica | 1990 - 1992 |
| A.D. Carmelita                 | Costa Rica | 1992-1993   |
| Deportivo Saprissa             | Costa Rica | 1993-1994   |
| A.D. Municipal Turrialba       | Costa Rica | 1994-1995   |
| Deportivo Saprissa             | Costa Rica | 1996-1997   |
| Selección Sub-20 de Costa Rica | Costa Rica | 1998 - 2001 |
| C.S. Herediano                 | Costa Rica | 2001-2002   |
| C.S. Herediano                 | Costa Rica | 2006        |
| Selección de Costa Rica        | Costa Rica | 2006        |
| Selección Sub-20 de Costa Rica | Costa Rica | 2011-2012   |
| C.S. Uruguay de Coronado       | Costa Rica | 2012-2014   |
| Deportivo Saprissa             | Costa Rica | 2015-2017   |
| C.S. Uruguay de Coronado       | Costa Rica | 2019        |

## Palmarés

### Títulos nacionales
| Título                         | Club           | País       | Año  |
| ------------------------------ | -------------- | ---------- | ---- |
| Primera División de Costa Rica | C.S. Herediano | Costa Rica | 1978 |
| Primera División de Costa Rica | C.S. Herediano | Costa Rica | 1979 |

| Título                         | Club               | País       | Año  |
| ------------------------------ | ------------------ | ---------- | ---- |
| Primera División de Costa Rica | Deportivo Saprissa | Costa Rica | 2015 |
| Primera División de Costa Rica | Deportivo Saprissa | Costa Rica | 2016 |

### Títulos internacionales
| Título                                   | Equipo                         | Sede               | Año  |
| ---------------------------------------- | ------------------------------ | ------------------ | ---- |
| Copa Presidente de la República de China | Selección Sub-20 de Costa Rica | República de China | 1990 |
| Copa de Campeones de la Concacaf         | Deportivo Saprissa             | Guatemala          | 1993 |
| Copa de Naciones UNCAF Sub-20            | Selección Sub-20 de Costa Rica | Panamá             | 2000 |
| Torneo Sub-20 de la Concacaf             | Selección Sub-20 de Costa Rica | Trinidad y Tobago  | 2001 |